# Harjo Winangun
Harjo Winangun is een bestuurslaag in het regentschap Ogan Komering Ulu van de provincie Zuid-Sumatra, Indonesië. Harjo Winangun telt 2349 inwoners (volkstelling 2010).